# شبکه تلسکوپ خودکار مجارستان
پروژهٔ شبکه تلسکوپ خودکار مجارستان (انگلیسی: HATNet Project) یا (HATNet) که کوتاه‌شدهٔ (Hungarian Automated Telescope Network) است
پروژه‌ای شبکه‌ای متشکل از شش تلسکوپ کوچک کاملاً خودکار "HAT" است. هدف علمی این پروژه شناسایی و شناخت سیاره‌های فراخورشیدی با استفاده از روش گذر است. این شبکه همچنین برای یافتن و دنبال کردن ستاره‌های متغیر درخشان استفاده می‌شود. این شبکه توسط مرکز اخترفیزیک هاروارد-اسمیتسونین نگهداری و گردانده می‌شود.
«HAT» مخفف تلسکوپ خودکار مجارستان است، زیرا توسط گروه کوچکی مجارستانی که از طریق انجمن نجوم مجارستان با هم دیدار کردند، توسعه یافت. این پروژه در سال ۱۹۹۹ آغاز شد و از می ۲۰۰۱ به‌طور کامل عملیاتی شده است.

## تجهیزات
ابزار نمونه اولیه، «HAT-1» از یک لنز تله فوتو نیکون با فاصله کانونی ۱۸۰ میلی‌متر و دیافراگم ۶۵ میلی‌متر و یک تراشه «Kodak KAF-0401E» با ابعاد ۵۱۲ × ۷۶۸، ۹ میکرومتر پیکسل ساخته شده است. دورهٔ آزمایشی آن از سال ۲۰۰۰ تا ۲۰۰۱ در رصدخانه کنکولی در بوداپست بود.
«HAT-1» در ژانویهٔ ۲۰۰۱ از بوداپست به رصدخانه استوارد، کیت پیک، آریزونا، ایالات متحده آمریکا منتقل شد. این حمل و نقل باعث آسیب جدی به تجهیزات شد.
تلسکوپ‌های بعدی ساخته شده از لنزهای «f/1.8L» کانن با قطر ۱۱ سانتی‌متر برای میدان وسیع ۸×۸ درجه استفاده می‌کنند. این یک ابزار کاملاً خودکار با سنسورهای 2K x 2K دستگاه شارژ (CCD) است. یک ابزار کلاهک در رصدخانه ویز کار می‌کند.